# Gradinjan
Gradinjan je priimek v Sloveniji, ki ga je po podatkih Statističnega urada Republike Slovenije na dan 1. januarja 2010 uporabljalo 8 oseb in je med vsemi priimki po pogostosti uporabe uvrščen na 20.733. mesto.

## Znani nosilci priimka
- Maja Gradinjan (*1983), telovadka